# サミュエル・ゴールドウィン・Jr
サミュエル・ジョン・ゴールドウィン・Jr（Samuel John Goldwyn Jr.、1926年9月7日 - 2015年1月9日）は、アメリカ合衆国の映画プロデューサーである。

## 生い立ち
カリフォルニア州ロサンゼルスで生まれる。母は女優のフランシズ・ハワード、父は同じく映画プロデューサーで映画界のパイオニアであるサミュエル・ゴールドウィンである。コロラド州コロラドスプリングスのファウンテン・バレー・スクールとバージニア大学に通った。

## キャリア
第二次世界大戦でアメリカ陸軍に従事した後、ロンドンで演劇プロデューサーとなり、さらにニューヨークでCBSのエドワード・R・マローの下で働いた。その後彼は父の足跡を辿って映画製作会社のフォーモサ・プロダクションズ、サミュエル・ゴールドウィン・カンパニー、サミュエル・ゴールドウィン・フィルムズを設立した。

## 私生活
1950年にゴールドウィンは作家・脚本家のシドニー・ハワードの娘で女優のジェニファー・ハワードと結婚した。夫婦は俳優となるトニーやプロデューサーとなるジョンを含む4人の子を儲けたが、1968年に離婚した。翌1969年、ゴールドウィンは2人の連れ子を持つペギー・エリオットと再婚した。ゴールドウィンは2005年に離婚し、2010年に3人目の妻となるパトリシア・ストラウンと結婚した。

## 死去
2015年1月9日、ゴールドウィンはカリフォルニア州ロサンゼルスのシダーズ＝シナイ・メディカル・センターにて心不全のために死去。88歳。

## 主なフィルモグラフィ
- Good-Time Girl（1948）アソシエイト・プロデューサー
- 街中の拳銃に狙われる男 Man with the Gun（1955）製作
- 虎鮫作戦 The Sharkfighters（1956）製作
- 誇り高き反逆者 The Proud Rebel（1958）製作
- The Adventures of Huckleberry Finn（1960）製作
- 若い恋人たち The Young Lovers（1964）製作・監督
- ロールスロイスに銀の銃 Cotton Comes to Harlem（1970）製作
- ハーレム愚連隊 Come Back, Charleston Blue（1972）製作
- ザ・ビジター The Visitor（1979）製作総指揮（クレジット無し）
- ゴールデンシール The Golden Seal（1983）製作
- ワンス・ビトゥン 恋のチューチューバンパイア Once Bitten（1985）製作総指揮
- 死にゆく者への祈り A Prayer for the Dying（1987）製作
- 危険な天使 Fatal Beauty（1987）製作総指揮（クレジット無し）
- ミスティック・ピザ Mystic Pizza（1988）製作総指揮
- Outback（1989）製作
- ステラ Stella（1990）製作
- 子猫になった少年 Rock-a-Doodle（1991）製作総指揮
- クォーターバック The Program（1993）製作
- 天使の贈りもの The Preacher's Wife（1996）製作
- 恋のトルティーヤ・スープ Tortilla Soup（2001）製作総指揮
- マスター・アンド・コマンダー Master and Commander: The Far Side of the World（2003）製作
- LIFE! The Secret Life of Walter Mitty（2013）製作